# St. Michael (Höfen)

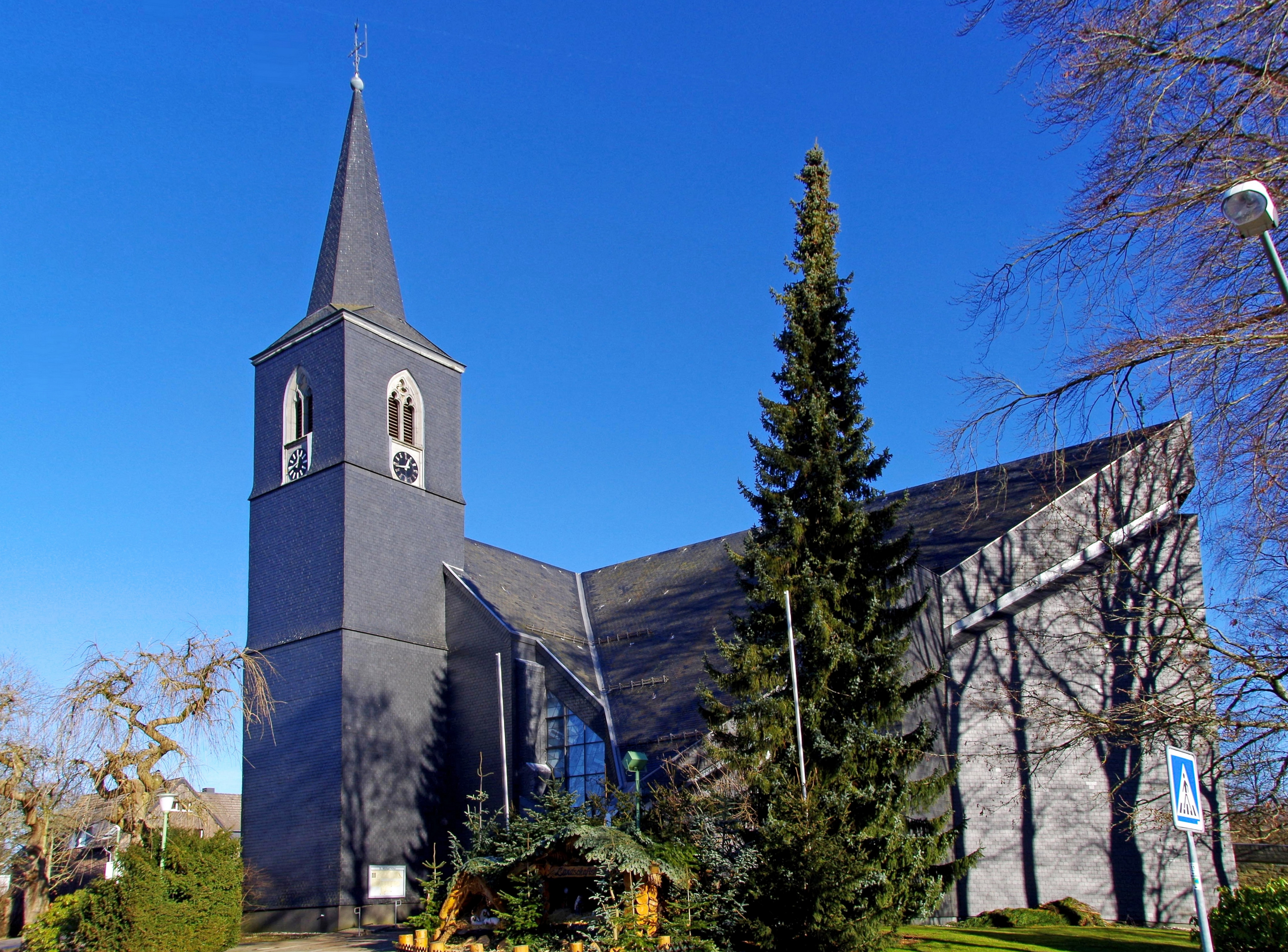
Ansicht von Süd-Westen

St. Michael ist die römisch-katholische Pfarrkirche des Monschauer Stadtteils Höfen in der Städteregion Aachen in Nordrhein-Westfalen.

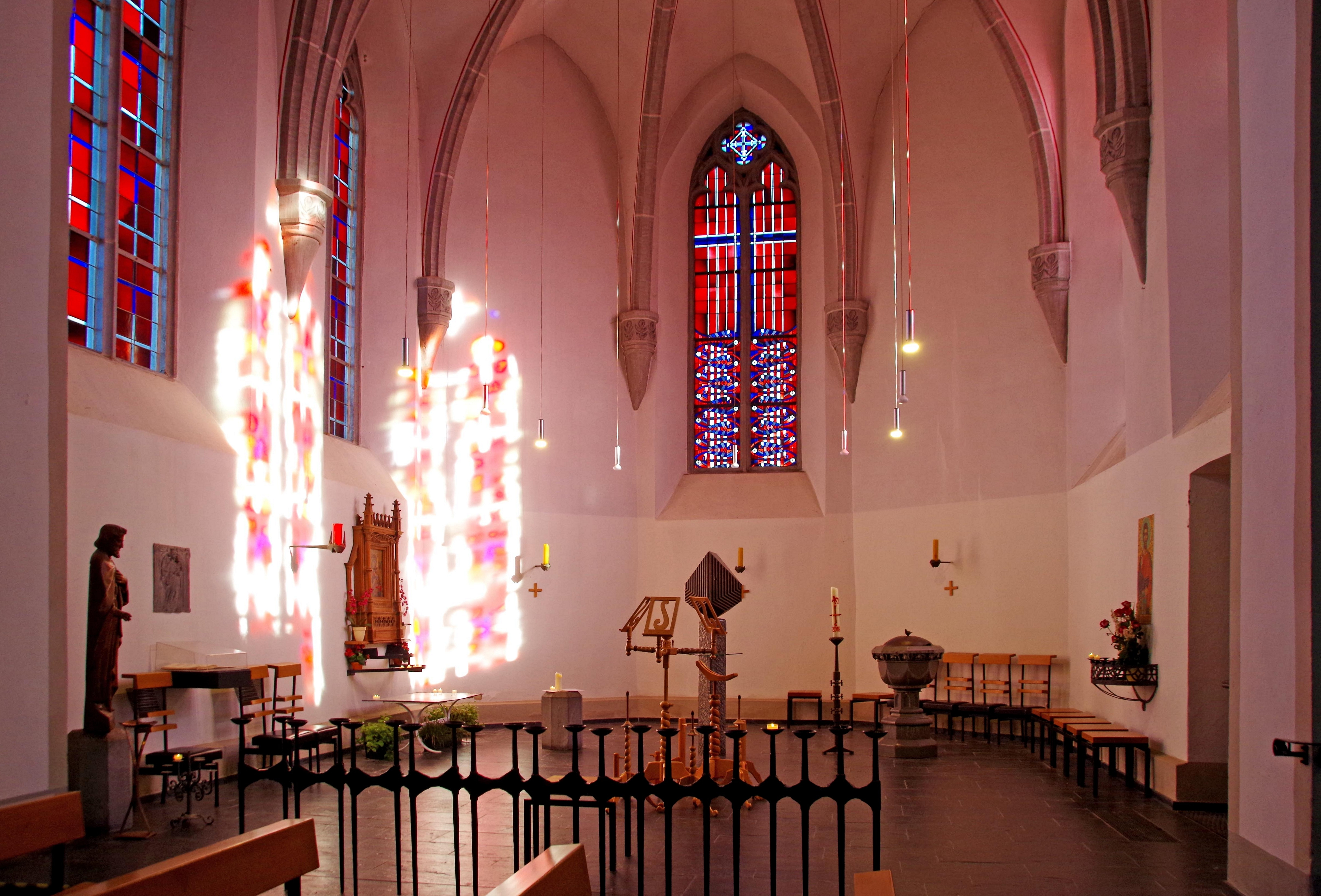
Altbau im Stil der Neugotik

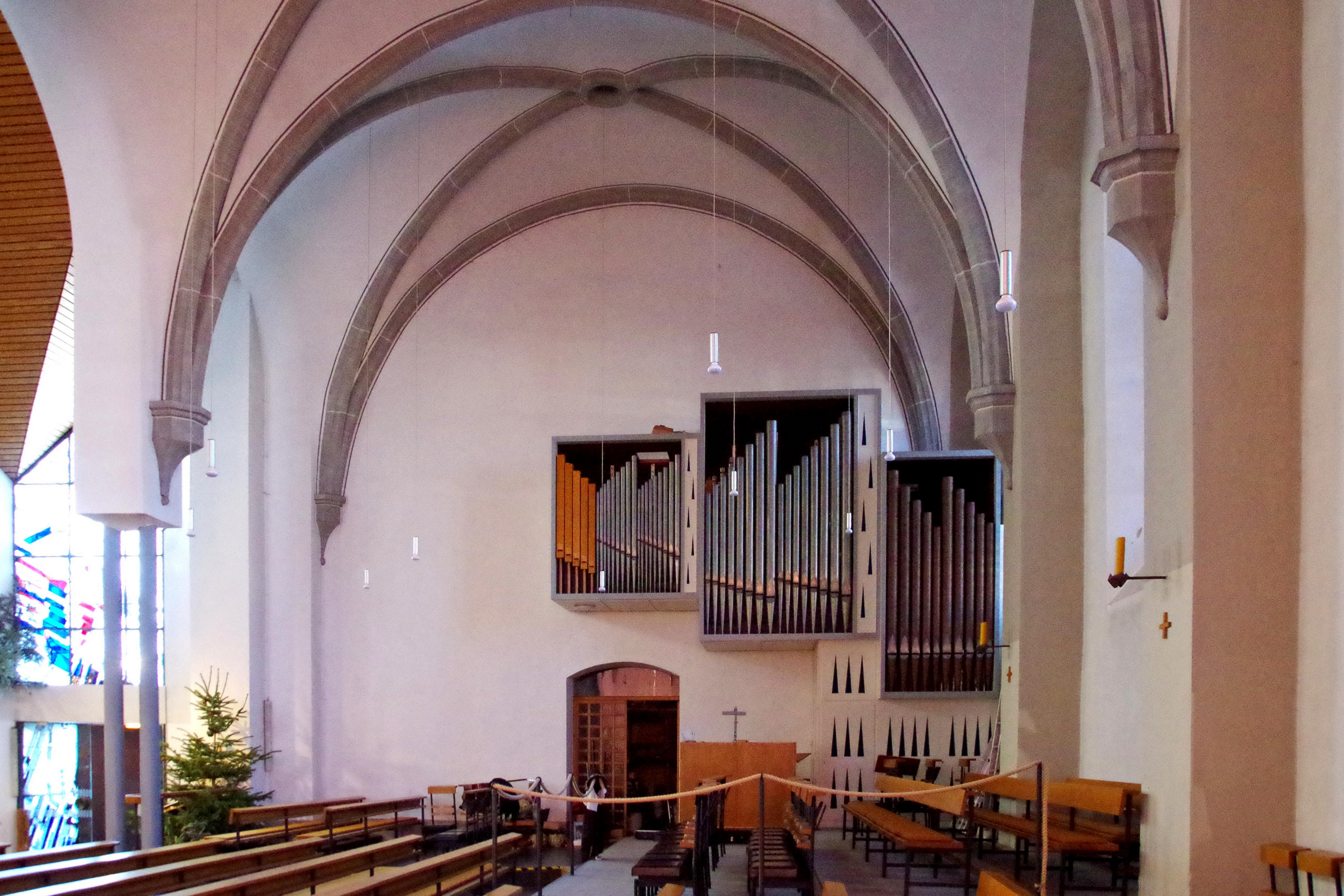
Orgel der Firma Weimbs (Hellenthal, 1971)

Die Kirche ist dem hl. Erzengel Michael geweiht und unter Nummer 360 in die Liste der Baudenkmäler in Monschau-Höfen eingetragen.

## Lage
Das Kirchengebäude liegt mitten in Höfen an der Hauptstraße (Bundesstraße 258). Direkt im Osten grenzt der Friedhof an das Kirchengebäude.

## Allgemeines
Ursprünglich gehörte das Gebiet um Höfen zur Pfarre Konzen. Als 1640 Monschau zur Pfarre erhoben worden war, wurde Höfen dieser neuen Pfarrgemeinde zugeteilt. 1697 erhielt Höfen eine eigene Kirche, die nun Filialkirche von Monschau war. Am 6. April 1701 wurde Höfen schließlich zur eigenständigen Pfarrei erhoben. Die Pfarre war dem Kloster Reichenstein bis zu dessen Auflösung 1802 inkorporiert.

## Baugeschichte

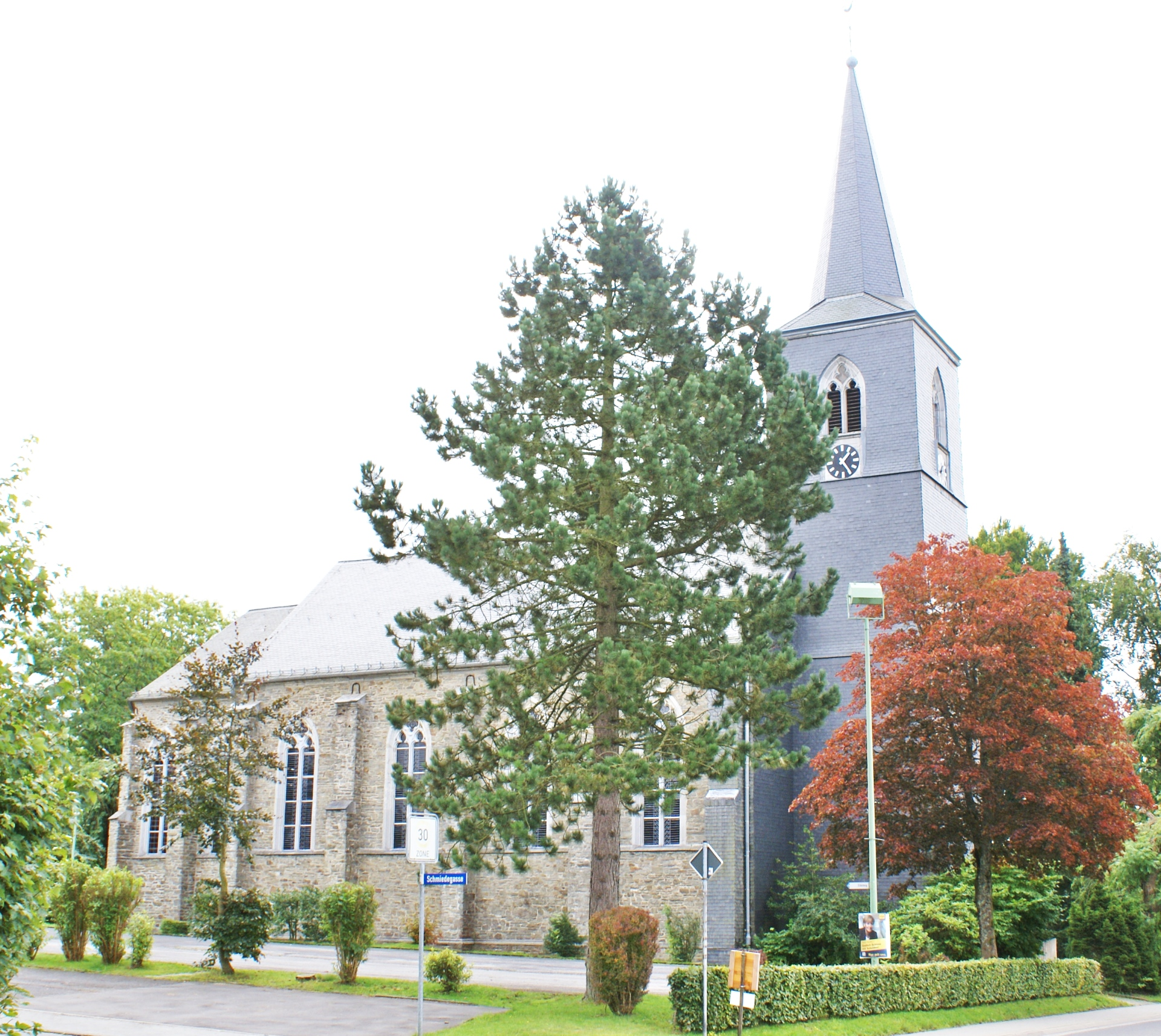
Ansicht von Norden

Das erste Kirchengebäude von Höfen wurde im Jahr 1697 im Baustil des Barock erbaut und am 14. Juli 1701 durch den Steinfelder Abt Michael Kuell geweiht. Mitte des 19. Jahrhunderts wurde diese Kirche baufällig und 1857 abgerissen.
Zwischen 1857 und 1859 wurde die heutige Pfarrkirche nach Plänen des Baumeisters Richard Castenholz aus Malmedy erbaut. Die Weihe fand am 26. Juni 1864 statt. Im Zweiten Weltkrieg wurde die Kirche beschädigt. Bis zum Jahr 1951 waren alle Schäden behoben.
In den 1960er Jahren wurde die Pfarrkirche zu klein und ein Anbau wurde beschlossen. Zwischen 1966 und 1970 wurde der Anbau nach Plänen des Lammersdorfer Architekten Stephan Legge verwirklicht. Dabei brach man die Südwand der neugotischen Kirche ab und setzte daran den nach Süden ausgerichteten Neubau. In dem Neubau wurde ein neuer Altarraum eingerichtet, auf den alle Bänke ausgerichtet sind. Der Chor des alten Kirchenteils dient seitdem als Tauf- und Sakramentskapelle. Am 31. Mai 1970 erfolgte die Konsekration des Neubaus.

## Baubeschreibung
Der Altbau ist eine einschiffige und vierjochige Saalkirche im Baustil der Neugotik mit einem vorgebauten, dreigeschossigen Glockenturm im Westen und einem zweijochigen und dreiseitig geschlossenen Chor im Osten. Der Raum wird von Kreuzrippengewölben überspannt. Die Fenster besitzen alle zweibahniges Maßwerk. Anstelle der ehemaligen Südwand sind nun vier spitzbogige Durchbrüche, die den alten Kirchteil mit dem Neubau verbinden. Der Neubau wurde in modernen Formen errichtet. Im Grundriss ist die Form eines Sterns erkennbar. Der Neubau ist komplett mit Schiefer verkleidet. Der Altbau besteht aus Bruchstein.

## Ausstattung

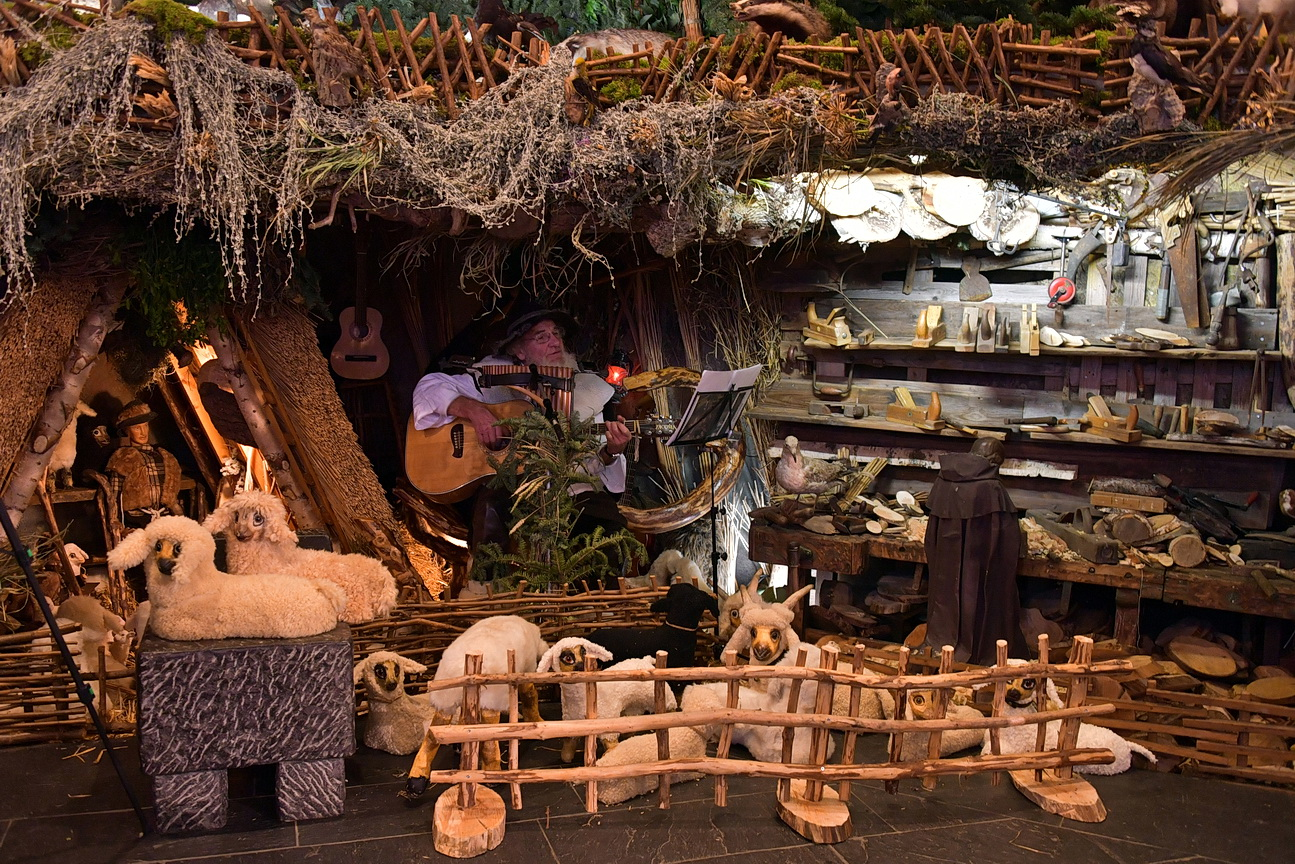
Landschaftskrippe

Die Kirche besitzt eine moderne Ausstattung. Der Altar von 1970 im Neubau ist eine Arbeit aus Granit. Die Orgel ist ein Werk des Hellenthaler Orgelbauers Weimbs aus dem Jahr 1971. Das Instrument besitzt eine elektrische Traktur und 21 Register auf zwei Manuale und Pedal verteilt. Die Buntglasfenster im neuen Teil der Kirche schuf der Glasmaler Johannes Beeck 1970. Sie stellen geometrische Kompositionen dar. Die Fenster im alten Teil der Pfarrkirche stellen geometrische Ornamente dar und wurden zwischen 1932 und 1933 von Anton Wendling entworfen. Nach Kriegszerstörung wurden die Fenster nach den Originalplänen in den 1950er Jahren rekonstruiert.
In der Weihnachtszeit wird hinter dem Altar im neuen Teil der Kirche eine große Landschaftskrippe aufgebaut, die ca. 10 Meter in der Höhe und 30 Meter in der Breite misst. Sie zieht jährlich um die 10.000 Besucher aus verschiedenen Ländern an. Neben der traditionellen Krippendarstellung werden Details aus der Eifeler Tier- und Pflanzenwelt gezeigt.

## Pfarrer
Folgende Pfarrer wirkten bislang an St. Michael als Seelsorger:
| von – bis | Name                            |
| --------- | ------------------------------- |
| 1930–1962 | Josef Nösser                    |
| 1962–1965 | Jakob Goldstein                 |
| 1965–1988 | Ignaz Hüpgen                    |
| 1988–1995 | Walter Haas                     |
| 1995–2009 | Karl Schnitzler                 |
| 2009–2014 | Karl-Heinz Stoffels             |
| 2014–2016 | Philipp Cuck (Administrator)    |
| 2016–2017 | Heiner Schmitz (Administrator)  |
| Seit 2022 | Hardy Hawinkels (Administrator) |